# La Madelon (brasserie)
Pour les articles homonymes, voir Madelon.
Vous pouvez aider à l'améliorer ou bien discuter des problèmes sur sa page de discussion.
- Il ne cite pas suffisamment ses sources. Vous pouvez indiquer les passages à sourcer avec {{référence nécessaire}} ou {{Référence souhaitée}}, et inclure les références utiles en les liant aux notes de bas de page. (Marqué depuis avril 2021)
- Il contient une ou plusieurs listes. Le texte gagnerait à être rédigé sous la forme d’un ou plusieurs paragraphes synthétiques, afin d’être plus agréable à lire. (Marqué depuis avril 2021)

- Archive Wikiwix
- Bing
- Cairn
- DuckDuckGo
- E. Universalis
- Gallica
- Google
- G. Books
- G. News
- G. Scholar
- Persée
- Qwant
- (zh) Baidu
- (ru) Yandex
- (wd) trouver des œuvres sur Wikidata

La Brasserie Artisanale des Vosges ou Brasserie La Madelon est une brasserie artisanale fondée en 1875 à Saint-Étienne-lès-Remiremont dans les Vosges, en région Grand Est. Elle a donné son nom à une bière de Lorraine.

## Historique
En 1875, la Brasserie Artisanale des Vosges est initialement fondée à Dommartin-lès-Remiremont, sur l'emplacement d'un ancien monastère bénédictin, aux portes du massif des Vosges / Parc naturel régional des Ballons des Vosges. La Lorraine, région emblématique de production de bière de Lorraine, comptait autrefois plus de 300 brasseries artisanales.

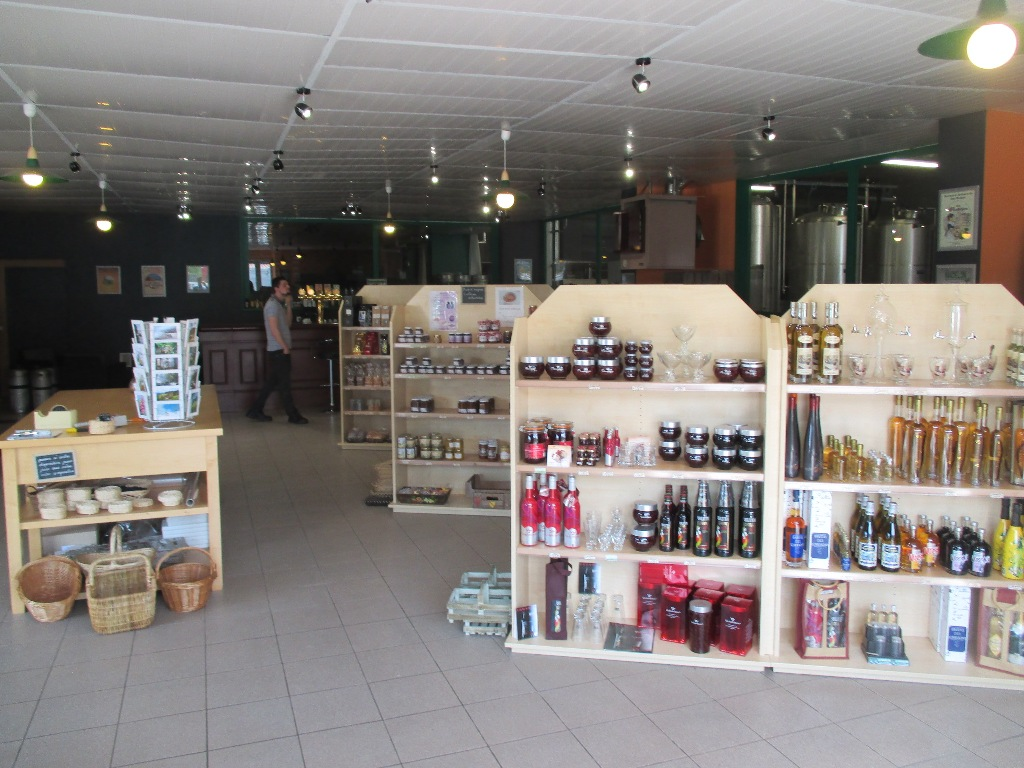
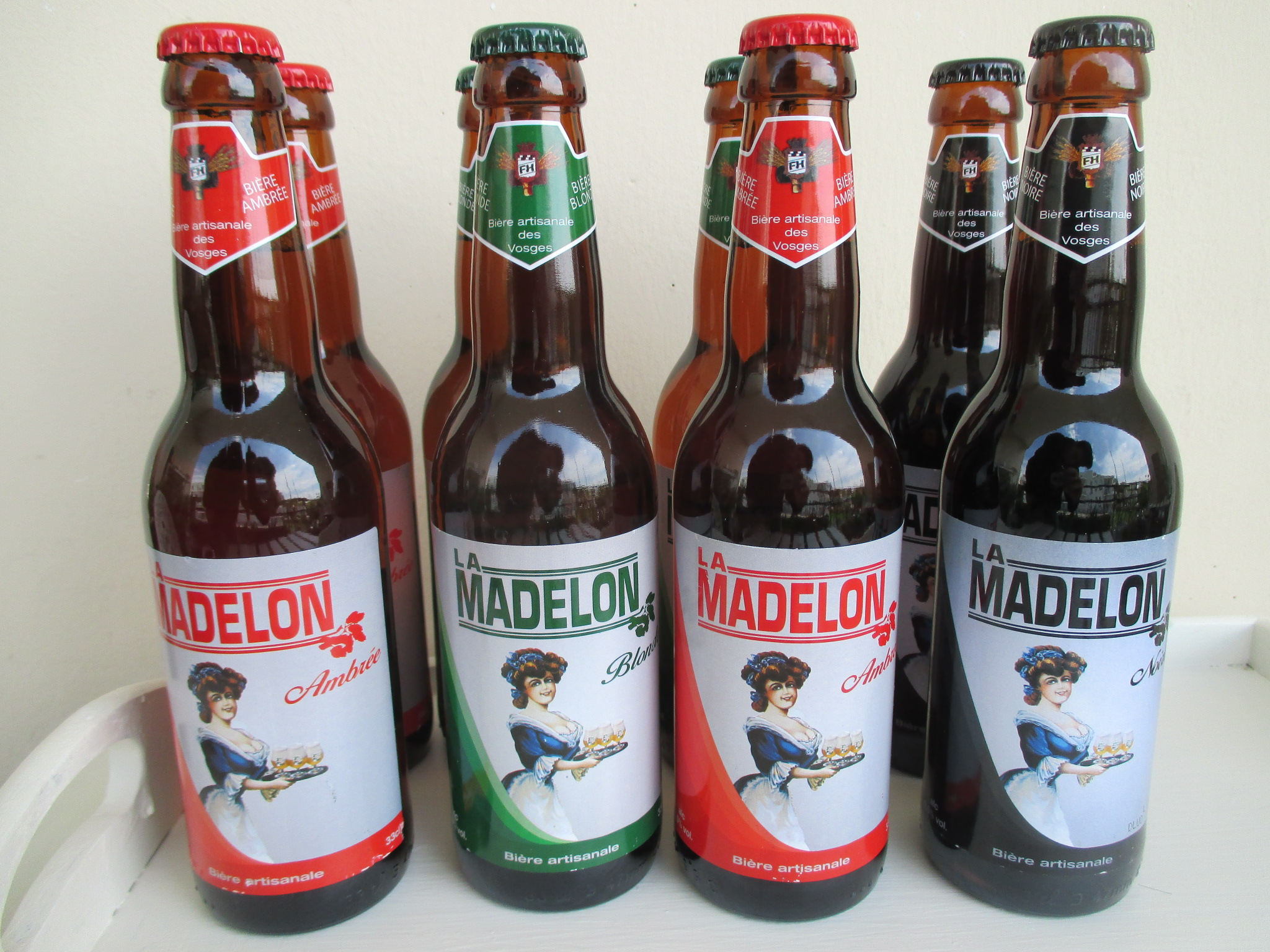
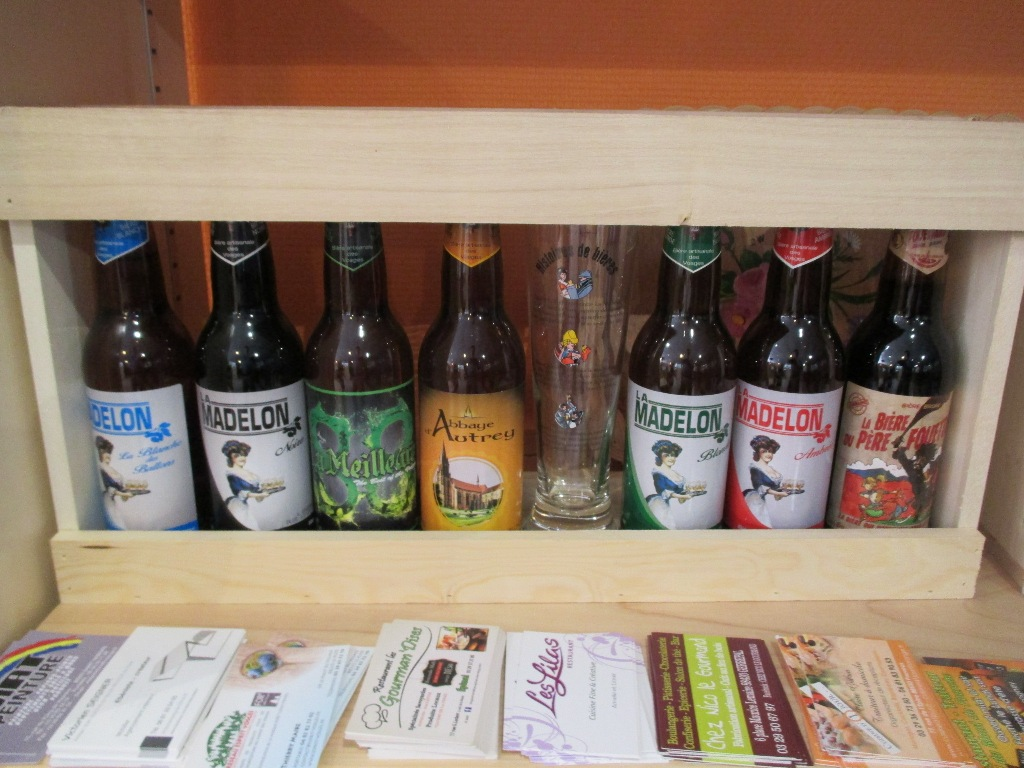
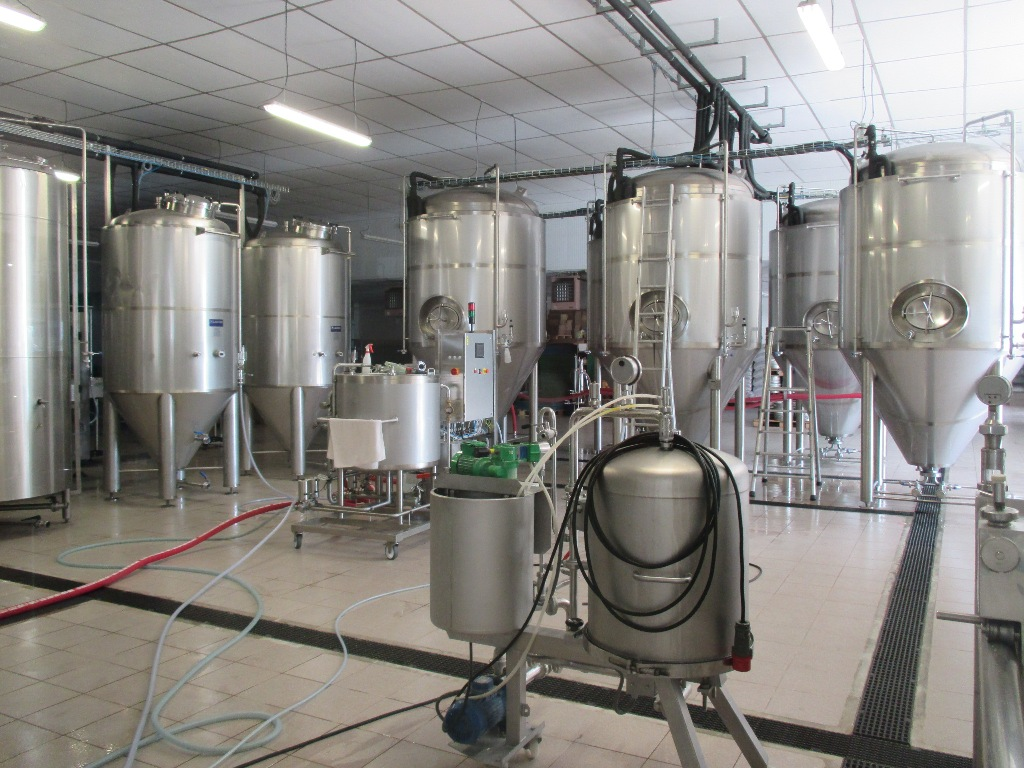

En 2000, Francis Hoffner, son épouse Amparo, et ses deux fils Mickaël et Valentin, relancent l'activité des brasseries artisanales en Lorraine et dans les Vosges, avec cette brasserie familiale dans les murs de l'ancienne brasserie abandonnée.
Ils déposent le nom La Madelon du parolier Louis Bousquet (1871-1941), ancienne chanson à boire traditionnelle de troupier, du folklore français, et créent et fabriquent des bières artisanales 100 % pur malt, de haute fermentation, et commercialisent des produits régionaux des Vosges et de Lorraine.
En 2014, ils déménagent la brasserie dans la ville voisine de Saint-Étienne-lès-Remiremont, au pied du Saint-Mont (ou Saint Arnoul de Metz, Saint patron des brasseurs lorrains, se retire vers 640) avec une capacité de production de 20 hectolitres, 4 fois supérieur à la précédente, pour une production d'environ 2200 hectolitres par an.
En 2020, la brasserie change de propriétaires.

## Informations financières
Au 30 septembre 2013, la brasserie avait réalisé un chiffre d'affaires de 364 000 € avec un résultat net de 27 700 €.

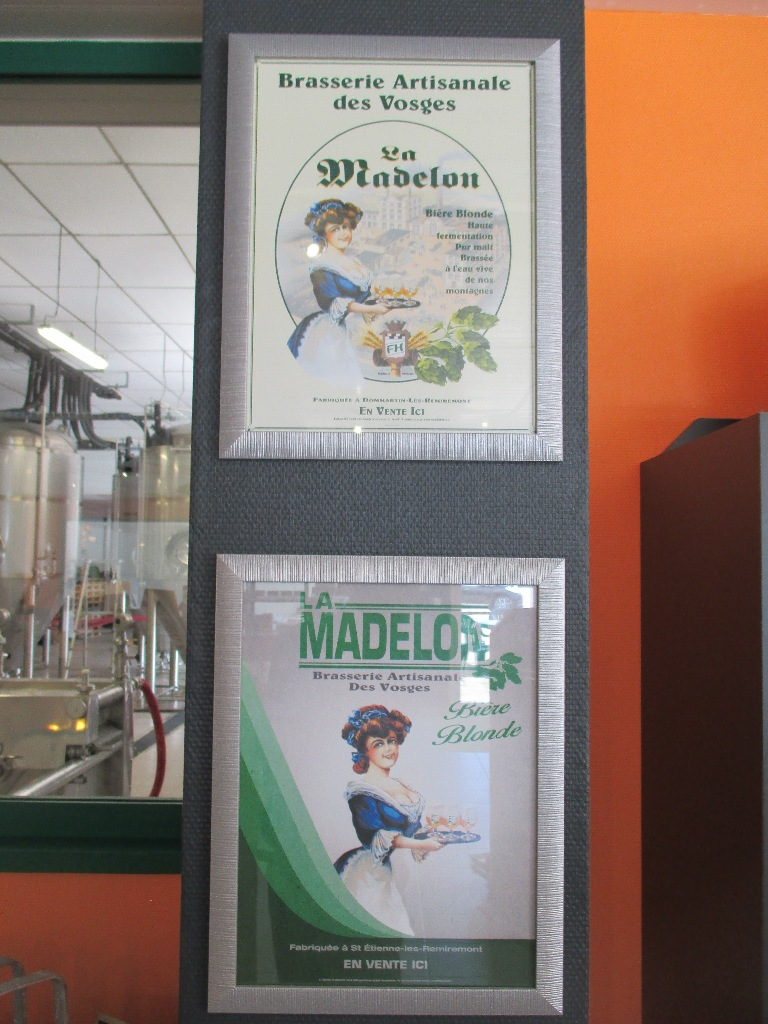

## Production et distribution
- La Madelon : bière blonde, bière brune, bière ambrée, bière noire (chanson à boire Quand Madelon... du parolier Louis Bousquet)
- La Bête des Vosges : ambrée (légende de la Bête des Vosges)
- La Pucelle : blanche à la mirabelle (Jeanne d'Arc)
- La Leszczynska : blonde à la mirabelle de Lorraine (Marie Leszczynska, duchesse de Lorraine et reine de France, par mariage avec le roi Louis XV)
- L'Abbaye d'Autrey : blonde d'abbaye (Abbaye Notre-Dame d'Autrey)
- La Clementine : boisson alcoolisée à base de bière et d'absinthe (Clémentine Delait)
- Le Mad Cola : cola givré des Vosges
- La Bière du Poilu : bière ambrée